# Ariobarzanes II van Atropatene

Ariobarzanes II van Atropatene was van 2 tot 4 na Chr. koning van Media Atropatene en het Koninkrijk Armenië. Hij was een vazal van het Romeinse Rijk.

## Achtergrond
In 20 v.Chr. sloot keizer Augustus een verdrag met de koning van het Parthische Rijk Phraates IV, dat de rivier de Eufraat de grens werd tussen beide landen. Na de moord op Phraates IV in 2 v.Chr. strekte de invloedzone van het Romeinse Rijk uit tot aan Bactrië en na de dood van Tigranes IV, koning van Armenië, kreeg Ariobarzanes II van Atropatene van de Romeinen de uitnodiging om ook koning van Armenië te worden.
Ariobarzanes II was de zoon van Artavasdes I van Atropatene, hij werd opgevolgd door zijn zoon Artavasdes II van Atropatene.